# Constituição do Paraguai
A República do Paraguai é regida pela Constituição de 1992, a sexta do país desde sua independência da Espanha, em 1811.

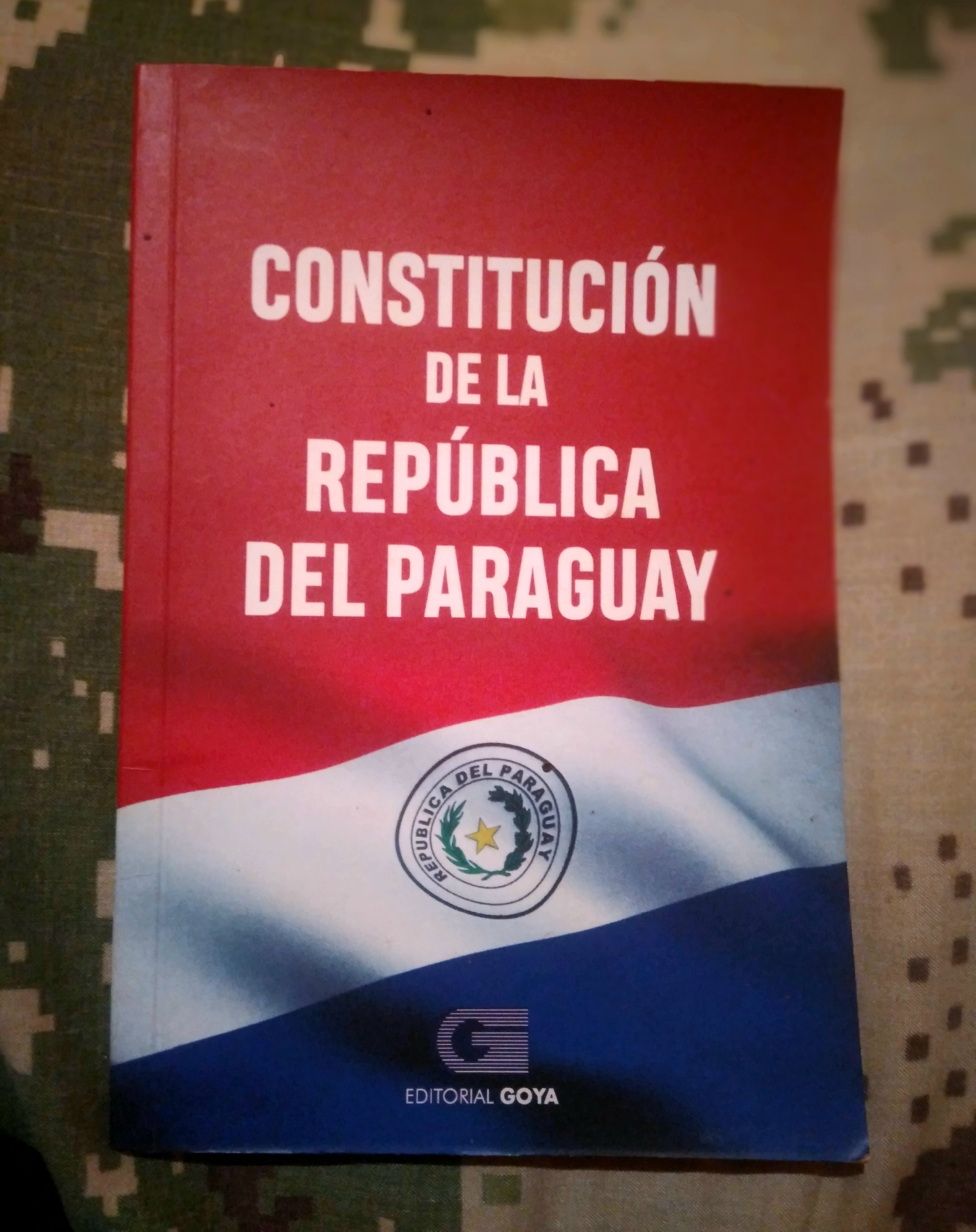
Cópia da Constituição do Paraguai pela Editorial Goya.

## Independência
A história do Paraguai se iniciou em 1516, com a fracassada expedição de Juan Díaz de Solís ao Rio da Prata, estuário que divide a Argentina e o Uruguai.
Depois de outras viagens de conquista, o Paraguai se converteu em parte das colônias espanholas da América do Sul, dependendo em seus últimos anos do Vice-reinado do Rio da Prata. Após diversos conflitos com as Províncias Unidas do Rio da Prata, finalmente o Paraguai obteve de fato sua independência, em 1811.

## Regulamentos Governamentais Constitucionais de 1813
O Regulamento Governamental Constitucional aprovado pelo Congresso em outubro de 1813, no qual figuram 17 artigos, prevê um governo formado por dois cônsules, José Gaspar Rodríguez de Francia e Fulgencio Yegros. Os autores também estabeleceram um legislativo de mil representantes. Reconhecendo a importância dos militares no país em guerra, os autores concederam a cada cônsul o cargo de general de brigada e dividiram as forças armadas e arsenais em partes iguais entre eles. Com efeito, dentro de dez anos, Yegros e o poder legislativo haviam sido eliminados, e Francia governava diretamente até sua morte em 1841.

## Constituição de 1841
Em 1841, o sucessor de Francia, Carlos Antonio López, pediu ao Congresso que revisasse a Constituição. Três anos mais tarde, uma nova Constituição concedeu poderes a López, que eram tão amplos quanto as que Francia havia virtualmente tido quando governava. O Congresso podia fazer e interpretar as leis, mas só o presidente poderia ordenar que elas fossem promulgadas e executadas. A Constituição não colocou restrições às faculdades do presidente além de limitar seu mandato em dez anos. Na Constituição não há garantias de direitos civis, sem haver a menção da palavra liberdade em todo o texto. Apesar desta limitação, o Congresso nomeou López ditador vitalício alguns anos mais tarde. Ele morreu em 1862, depois de 21 anos de governo sem oposição.

## Constituição de 1870
Ao final da desastrosa Guerra da Tríplice Aliança (1865-1870), uma Assembleia Constituinte aprovou uma nova constituição em setembro de 1870, que com modificações, se manteve em vigor durante oitenta e sete anos. A constituição se baseava em princípios de soberania popular, união dos poderes, e um legislativo bicameral composto por um Senado e uma Câmara dos Representantes.

## Constituição de 1940
Em 1939, o presidente Higínio Morinigo respondeu a um entrave político ao dissolver o Congresso e se declarou ditador. Para dramatizar o desejo de seu governo pela mudança, foi promulgada uma nova constituição em julho de 1940. Esta constituição reflete a preocupação do governo com a estabilidade e o poder, portanto optando por um Estado com poderes de alcance extremamente amplo. O presidente, que foi eleito em eleições diretas para um mandato de cinco anos, com reeleição permitida por um ano adicional, pode intervir na economia, no controle da imprensa, reprimir grupos privados, suspender as liberdades individuais e tomar medidas excepcionais para o bem do Estado. O Senado foi abolido e a Câmara de Representantes teve seus poderes limitados. Foi criado um Conselho de Estado para representar os interesses de grupo da Igreja Católica, de militares e banqueiros.

## Constituição de 1967
Depois de tomar o poder em 1954, o ditador Alfredo Stroessner governou o país pelos próximos treze anos sob a Constituição de 1940. Uma Assembleia Constituinte convocada por Stroessner em 1967 determinou a manutenção dos traços gerais da Constituição de 1940, e deixou intacto o amplo alcance do poder executivo. Sem dúvida, se restabeleceu o Senado e a Câmara de Deputados. Ademais, a Assembleia permitiu que o presidente fosse reeleito por outros dois mandatos a partir de 1968.
A Constituição de 1967 contém um preâmbulo, 11 capítulos com 231 artigos, e um último capítulo com disposições transitórias. O Primeiro capítulo contém onze "estados fundamentais", a definição de uma ampla variedade de temas, incluindo o sistema político (uma república unitária com governo democrático representativo), os idiomas oficiais (espanhol e guarani) e a religião oficial (catolicismo).

## Constituição de 1992
A Constituição democrática de 1992 substituiu a Constituição altamente autoritária que havia vigorado em 1967. A Constituição de 1992 prevê uma partilha de competências entre quatro ramos do governo.

### Polêmica
Em junho de 2012, o Congresso paraguaio abriu processo de julgamento político contra o ex-presidente Fernando Lugo concedendo-lhe duas horas de defesa. O processo durou pouco mais de 24 horas e levou à destituição do presidente com base no artigo 225 da Constituição do Paraguai de 1992, que permite, de maneira vaga, que o Congresso acuse e julgue o chefe do executivo. O ex-presidente Lugo foi acusado de má administração devido a um incidente violento entre policiais e militantes sem-terra em uma reintegração de posse requerida pelo ex-senador do Partido Colorado (conservador) Blas Riquelme. A defesa de Lugo considerou que a rapidez do processo e a falta de concretude das acusações seria um desrespeito ao 17° artigo da Constituição, que garante o direito à defesa justa. Não obstante, o Supremo Tribunal do Paraguai, bem como o Tribunal Superior Eleitoral deste país, consideraram que o processo foi constitucional, alegando que as determinações do artigo 225 são vagas e também que o 17° artigo da Constituição de 1992 diria respeito somente a julgamentos ordinários, e não a julgamentos políticos. A decisão da Justiça foi divulgada um dia após retaliações da comunidade internacional ao governo paraguaio, que foi suspenso do Mercosul e da UNASUL. O processo de impeachment foi considerado ilegítimo ou criticável pela maior parte dos países latino-americanos (Costa Rica, México, Brasil, Chile, Colômbia, Argentina, Equador, Bolívia, Nicarágua, Uruguai) e alguns países europeus (Espanha, Portugal, França e Alemanha), que alegam que não houve respeito ao direito universal de defesa e que a destituição do presidente, eleito com 41% dos votos em 2008 e contando com 58% de aprovação no começo de 2012, não respeitou a princípios universais e internacionais de democracia. A Comissão Interamericana de Direitos Humanos considerou que o Paraguai desrespeitou tratados internacionais e acusou a ação de "afetar o Estado de Direito" no Paraguai.

#### Opinião acadêmica
Pouco após os acontecimentos no Paraguai, diversos especialistas em política, relações internacionais e direito constitucional expressaram suas opiniões a respeito do processo. Segundo balanços publicados por diversos portais de notícias (Estadão, Folha de S. Paulo, Terra, etc.), há uma opinião acadêmica hegemônica que considera os procedimentos do impeachment no Paraguai condenáveis, ainda que integralmente ou parcialmente legais. Diversos analistas consideraram a derrubada de Lugo um golpe ou um "golpe branco". Segundo o Estadão, o especialista José Aparecido Rolon, professor do curso de Relações Internacionais da Unifesp, "É um golpe na medida em que a oposição se aproveita de qualquer situação para tentar desestabilizá-lo [Lugo] ou mesmo tirá-lo do governo, mas mesmo assim estão tentando fazer isso pelas vias legais". Pedro Estevam Serrano (professor de Direito Constitucional da PUC-SP, mestre e doutor em Direito do Estado pela PUC-SP) , considerou que houve um golpe no Paraguai, afirmando que "Um presidente de um regime presidencialista (...) não se confunde com o primeiro ministro de um regime parlamentarista. Não pode ser afastado da função por mero juízo de conveniência e oportunidade do Parlamento, mas apenas pelo cometimento de delitos previstos anteriormente na ordem jurídicas e demonstrados pelo devido processo legal." Deisy Ventura, professora do instituto de relações internacionais da USP, e Luís Roberto Barroso, professor de direito na Universidade do Estado do Rio de Janeiro, condenaram o processo. Segundo Barroso, a destituição teve tinturas de golpe devido à rapidez do processo. O professor Salem Nasser (Direito Internacional - FGV) considerou que houve um golpe no Paraguai uma vez que ocorreu "ruptura do funcionamento das instituições, instrumentalizadas para alcançar um objetivo."  A professora Elizabeth Meirelles (Direito Internacional - USP) alegou que o processo paraguaio foi um "golpe disfarçado", tendo transgredido os princípios internacionais de direito à defesa. Cláudio Finkelstein (Direito Internacional - PUC) afirmou que o processo foi inaceitável, embora não o tenha qualificado como golpe. Mark Weisbrot, diretor do Center for Economic and Policy Research em Washington (Centro de Pesquisas em Economia e Políticas) considerou que ocorreu um golpe de estado no Paraguai, tendo alegado que houve violação do 17° artigo da Constituição nacional. Geraldo Godoy de Campos, professor de Relações Internacionais da ESPM, condenou o processo e afirmou que este "Foi um movimento político que violou garantias de defesa e fez julgamento sem fortes elementos que justificassem a saída do presidente". Ricardo Caldas, professor de ciência política da UNB, questionou a rapidez do processo, embora não tenha negado sua legalidade. Ele afirmou que o Paraguai é um caso inédito, dizendo que "não é algo rápido, leva tempo. O processo de impeachment do [ex-presidente brasileiro Fernando] Collor, por exemplo, durou três meses. A forma como se desenrolou no Paraguai é inédita". Michael Shifter, presidente do Diálogo Interamericano em Washington, não negou a legalidade do processo, mas o considerou um retrocesso para a democracia. Segundo ele, "A remoção de Lugo não foi um momento feliz para a democracia paraguaia, o Congresso pode ter cumprido com o texto da lei e a Constituição, mas o que fizeram e como fizeram, tão rápido e sem um devido processo, foi contra o espírito e o significado essencial da democracia". Stephen Johnson, diretor do programa para América Latina do Centro de Estudos Estratégicos Internacionais (CSIS), afirmou que, embora constitucional, a condução do processo feriu princípios democráticos. Segundo José Botafogo Gonçalves, vice-presidente do Centro Brasileiro de Relações Internacionais (CEBRI), o que ocorreu no Paraguai foi um "golpe disfarçado". De acordo com o pesquisador, "É um golpe disfarçado, porque ainda que você possa vincular a morte daqueles cidadãos a alguma responsabilidade do presidente, precisa ter abertura de processo, opinião de peritos, um julgamento calmo". Tullo Vigevani, professor do Departamento de Ciências Políticas e Econômicas da Unesp, e Ricardo Sennes, coordenador do Grupo de Análise de Conjunturas Internacionais da USP, afirmaram à Veja que o impeachment foi instrumentalizado pela oposição para atacar Lugo. Manuel Nabais da Furriela, coordenador do curso de relações internacionais da FMU (Faculdades Metropolitanas Unidas), afirmou que o tempo de defesa de duas horas foi uma "afronta às cláusulas do Mercosul". Charles Pennaforte, diretor do Centro de Estudos em Geopolítica e Relações Internacionais (Cenebri), afirmou que o processo foi um retrocesso para a democracia. Segundo ele,  "A maneira como o processo ocorreu impede a defesa, se configura como uma armação para a deposição". De acordo com Fabrício Pereira da Silva, da Unila (Universidade Federal da Integração Latino-Americana), o impeachment de Lugo foi um "golpe". Ele disse ao G1 que "Estão procurando algum caminho legal para derrubar o presidente, sem discussão e sem direito a defesa." Alberto Pfeifer, professor da USP, destoando de outras opiniões, considerou que o processo foi correto e constitucional.